# Кабальеро, Давид
Давид Кортес Кабальеро (исп. David Cortés Caballero; 29 августа 1979, Льерена, Испания) — испанский футболист, выступающий на позиции защитника.

## Карьера
Родился в Льерене, Бадахос. Кортес дебютировал в профессиональном футболе за местный клуб «Эстремадура» во втором дивизионе. Затем он перешел в «Мальорку», выступающей в Ла-Лиге (наряду с товарищем по команде Поли), где он был игроком основы в течение трех полных сезонов, помогая команде Балеарских островов выиграть кубок Испании 2003 года.
Летом 2006 года Кортес подписал контракт с мадридским «Хетафе». Выступая в паре с румынским защитником Космином Контрой в кампании 2006/07 года он был бесспорным игроком основы, как и в следующем сезоне, когда клуб достиг четвертьфинала в Кубке УЕФА.